# Menaza

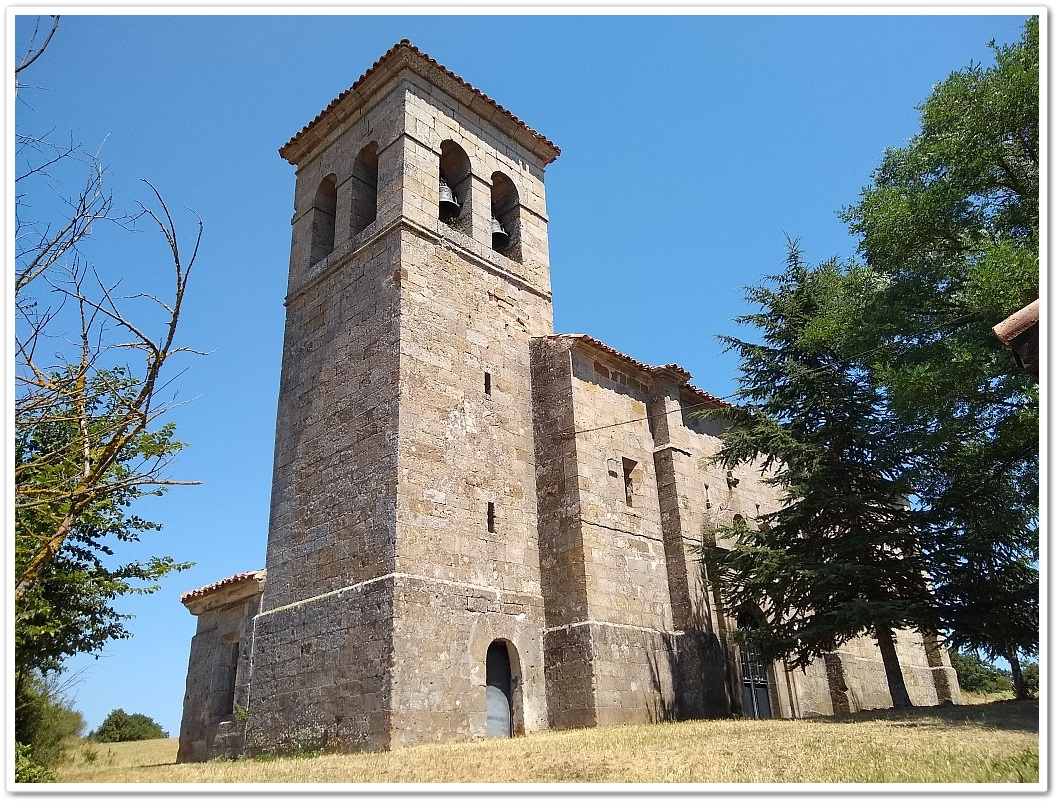
Iglesia de San Antonio

Menaza es una localidad de la provincia de Palencia (Castilla y León, España) que pertenece al municipio de Aguilar de Campoo.

## Geografía
Está a una distancia de 7 km de Aguilar de Campoo, la capital municipal, en la comarca de la Montaña Palentina.

## Demografía
Evolución de la población en el siglo XXI
| Gráfica de evolución demográfica de Menaza entre 2000 y 2020       |
|                                                                    |
| Población de derecho (2000-2020) según el padrón municipal del INE |

## Historia
A la caída del Antiguo Régimen la localidad se constituye en municipio constitucional que en el censo de 1842 contaba con 5 hogares y 26 vecinos, para posteriormente integrarse en Nestar, y en los años 1970 ambos a Aguilar de Campoo.

## Personas destacadas
- Amalia Iglesias Serna (1962): Escritora, ganadora del Premio Adonais en 1984 y el Premio Alonso de Ercilla en 1987.
- Algunos de los descendientes directos de D. Benigno Cerezo, se trasladaron de Madriguera a Menaza. Uno de ellos fue Simón González Sanz, casado en Menaza con tres hijos nacidos en el lugar. D. Benigno visitó varias veces Menaza para visitar a sus familiares.

```
D. Beningno  Cerezo De la Villa, nacido en Madriguera, Segovia (1874) Sacerdote diocesano de Toledo, en 1898 pide el traslado a Madrid. Es nombrado capellán del Asilo del Niño Jesús. En 1901 era capellán del Asilo de Huérfanos del Sagrado Corazón. En 1908 consigue, por oposición, un beneficio en la Catedral de San Isidro. A finales de ese mismo año, el rey Alfonso XIII lo nombra encargado de la Administración-habilitación de Culto y Clero. Fallece fusilado en la pradera de San Isidro el 15 de agosto de 1936 junto con otros 55 sacerdotes. El sábado 18 de marzo de 2017, en la iglesia de la Concepción Real de Calatrava, tuvo lugar la Sesión de Apertura de la Causa de Beatificación y Canonización de D. Benigno Cerezo de la Villa y 55 compañeros
```